# Einfach Cory!
Einfach Cory! (Originaltitel Cory in the House) ist eine US-amerikanische Sitcom, die von 2007 bis 2008 auf dem Disney Channel erstausgestrahlt wurde. Seit dem 24. März 2007 lief sie auch auf dessen deutschem Ableger. Gedreht wurde vom 18. Juli 2006 bis 7. November 2007 in den Hollywood Center Studios, wo auch Hotel Zack & Cody und Raven blickt durch entstanden,  und meist vor Studiopublikum.
Sie ist ein Ableger der Serie Raven blickt durch. Die Serie teilt sich außerdem ein Serienuniversum mit Hannah Montana, Die Zauberer vom Waverly Place, Jessie, Hotel Zack & Cody sowie Zack & Cody an Bord und Tripp’s Rockband aufgrund von Gastauftritten und anderen Berührungspunkten zwischen den Serien.

## Handlung
Cory Baxter zog von San Francisco nach Washington, D.C. ins Weiße Haus, wo sein Vater Victor als Koch des US-Präsidenten angestellt wurde. Cory befreundet sich mit Newt Livingston, dem Sohn des Obersten Richters, und Meena Paroom, der Tochter des bahavianischen Botschafters (fiktionales Land angelehnt an Indien).
Cory hat alle Hände voll zu tun, sich in der neuen Umgebung zurechtzufinden. Sophie Martinez, die Tochter des Präsidenten, versucht ständig, ihn hereinzulegen, während ihn die Beraterin des Präsidenten, Samantha Samuels, andauernd zurechtweist. Nebenbei freundet sich Cory mit dem Präsidenten Richard Martinez an.

## Figuren

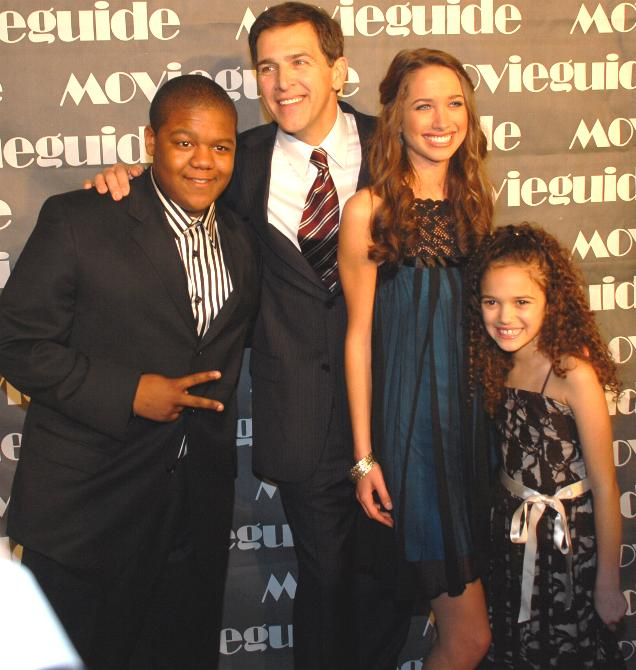
Kyle Massey, John D’Aquino, Maiara Walsh und Madison Pettis

| Figur                      | Darsteller           | Deutscher Sprecher |
| -------------------------- | -------------------- | ------------------ |
| Cory Baxter                | Kyle Massey          | David Turba        |
| Newt Livingston            | Jason Dolley         | Hannes Maurer      |
| Meena Paroom               | Maiara Walsh         | Tanya Kahana       |
| Sophie Martinez            | Madison Pettis       | Mathilda von Benda |
| Präsident Richard Martinez | John D’Aquino        | Stefan Fredrich    |
| Victor Baxter              | Rondell Sheridan     | Peter Reinhardt    |
| Samantha Samuels           | Lisa Kushell         | Bianca Krahl       |
| Raven Baxter               | Raven-Symoné Pearman | Julia Kaufmann     |
| Jason Stickler             | Jake Thomas          | Tobias Nath        |
| Candy Smiles               | Jordan Puryear       | Yvonne Greitzke    |
| Tanisha                    | Zolee Griggs         | Soraya Richter     |
| Alexander                  | J.R. Nutt            | Sebastian Schulz   |

Cory Baxterist ein 16-jähriger Junge der mit seinem Vater Victor im Weißen Haus lebt. Seine besten Freunde sind Newt Livingston und Meena Paroom. Er spielt Schlagzeug und hat einen großartigen Sinn für Rhythmus, was der Grund für die Gründung der Band „DC3“ mit Newt und Meena war. Seine Schwester ist Raven Baxter, die aber nicht mit ins Weiße Haus gezogen ist und aufs College geht, aber einen Gastauftritt hat. Er war am Anfang in Meena verliebt, ist dann aber mit Candy zusammengekommen.
Newton „Newt“ Livingston IIIist 16 und der Sohn eines Senators und seine Mutter ist Chief Justice of the United States. Seine besten Freunde sind Meena Paroom und Cory Baxter. Er ist oft ein wenig ratlos und liebt Rock ’n’ Roll. Newt hat auch einige ähnliche Eigenschaften wie Ravens beste Freundin Chelsea Daniels, und Corys Freund Larry, beide aus Raven blickt durch.
Meena Paroomist 16 und die Tochter des bahavischen Botschafters in den Vereinigten Staaten. Meena ähnelt etwas Eddie aus Raven blickt durch. Ihr bahavischer Akzent ist eine Mischung aus brasilianisch und arabisch. Newt und Cory sind ihre besten Freunde.
Sophie Martinezist die 8-jährige Tochter des Präsidenten Richard Martinez. Sie ist bekannt als „Amerikas Engel“, worauf sie stets mit „Genauso nennen sie mich!“ antwortet.
Sie ist in der zweiten Klasse und dort nicht übermäßig beliebt, ebenso wenig wie ihr Vater es am Tag der Berufe der Eltern war. Sie steht in ständiger Konkurrenz mit einem Mädchen namens Tanisha.
Präsident Richard Martinezist der Präsident der Vereinigten Staaten und außerdem der Vater von Sophie Martinez.
Victor Baxterist der neue Chefkoch im Weißen Haus. Er löst oft Konflikte zwischen anderen Charakteren, wobei er aber öfters selbst welche mit Samantha Samuels hat. Präsident Martinez kam damals in Victors Restaurant „The Chill Grill“ und probierte dort das Essen. Er beschloss, dass Victor sein neuer Chefkoch sein soll. Victor Baxter ist außerdem der Vater von Cory.
Abgesehen von Familie Baxter stammen ebenfalls aus Raven blickt durch: Die Figuren „Der Entsafter“, Stanley und Larry, Haustier Lionel sowie die Fernsehserien Kung Fu Kats und Astro Force Five. Zum Teil beschränken sich diese Bezüge aber nur auf Gastauftritte oder Erwähnungen.

## Episoden
Staffel 1
1. Cory hoch zu Ross (New Kid In Town)
2. Multikultureller Austausch (Ain't Miss Bahavian)
3. Verrückt nach Meena (Everybody Loves Meena)
4. Rock ’n’ Roll und Katzenjammer (We Built This Kitty On Rock & Roll)
5. Der Wahlkrampf (Rock the Vote)
6. Na dann, gute Nacht! (Napper’s Delight)
7. Hilfe, die Cheerleader kommen! (Smells Like School Spirit)
8. Nachtisch mit Nebenwirkungen (Just Desserts)
9. Der Unglücksbringer (Bahavian Idol)
10. Cory und die rasenden Reporter (Beat The Press)
11. Der Duft der Verwechslung (Mall Of Confusion)
12. Die Intelligenzbestie (Get Smarter)
13. Möge der Saft mit Dir sein (And The Weenie Is...)
14. Verrückt nach Nanoosh (No, No, Nanoosh)
15. Wie gewonnen, so zerronnen (Air Force One Too Many)
16. Die irre Jagd nach Raven (That’s So In The House)
17. Der Wunsch-Alb-Traum (Gone Wishin’)
18. Absolut taktlos (I Ain't Got Rhythm)
19. Sophie will erwachsen sein (The Kung Fu Kats Kid)
20. Verrückt nach Lionel (A Rat By Any Other Name)
21. Im Fitness-Wahn (Never The Dwayne Shall Meet)

Staffel 2
1. Das Präsidenten-Siegel (The Presidential Seal)
2. Bodenloses Chaos (Through the Roof)
3. Meenas Verwandlung (Monster’s Ball)
4. Der erste Kuss (Lip Service)
5. Die sprechende Puppe (Who Let The Dolls Out)
6. Wenn die Chemie nicht stimmt (We Don’t Have Chemistry)
7. Der Simulant (Uninvited Pest)
8. Der Flechtmeister (Making the Braid)
9. Einfach zu fabelhaft (Model Behavior)
10. Mission: Völkerverständigung (Peace, Love, and Misunderstanding)
11. Lügen haben kurze Beine (Sittin Pretty)
12. Kampf um Candy (Macho Libre)
13. Geld oder Liebe (Mad Songs Pay So Much)